# Mohamed Abdel Rahman
Mohamed Helmi Abdel Rahman (in arabo محمد حلمي عبد الرحمن‎?; 15 marzo 1915 – Il Cairo, 12 maggio 1996) è stato uno schermidore egiziano, vincitore di quattro medaglie di bronzo ai campionati mondiali di scherma.